# Roger de Lauria
Roger de Lauria (1250 - 19. ledna 1305) byl italský admirál, který se proslavil zejména ve službách Aragonu v období tzv. sicilských nešpor. V čele aragonského loďstva dosáhl drtivých vítězství nad francouzsko-neapolským loďstvem u Malty (1283), v Neapolském zálivu (1284) a v bitvě hrabat (1287). Je považovaný za nejúspěšnějšího a nejtalentovanějšího námořního velitele středověku.